# Marcantonio Franceschini
Pour les articles homonymes, voir Franceschini.
Marcantonio Franceschini (né en 1648 à Bologne et mort dans la même ville le 24 décembre 1729) est un peintre et dessinateur baroque de la seconde moitié du XVIIe siècle et du début du XVIIIe siècle, appartenant à l'école bolonaise, qui a été actif dans sa ville natale.

## Biographie
Né à Bologne de l’union de Giacomo Franceschini et Giulia Maffei, Marcantonio Franceschini devient à 17 ans l’élève du peintre Giovanni Maria Galli da Bibbiena, et, à la mort de celui-ci en 1668, complète sa formation artistique auprès de l’influent Carlo Cignani.
À ses côtés, Franceschini a l’occasion de produire de nombreuses œuvres, tant à Bologne, dans les portiques de l’église de San Bartolomeo et de celle de Santa Maria dei Servi, qu’à Parme, où il travaille sur les fresques du Palais du jardin ducal entre 1678 et 1681.
Au départ définitif de son maître pour Forlì en 1683, Marcantonio prend la décision de ne pas le suivre, et ouvre son propre atelier. C’est à partir de ce moment qu’il rapporte lui-même ses activités sur un carnet, aujourd’hui conservé à la Bibliothèque de l’Archiginnasio de Bologne.
Nombre peintres ont travaillé dans son atelier ou ont été ses élèves. Parmi ses apprentis se comptent notamment Tommaso Aldrovandini, Giacomo Boni, Francesco Caccianiga, Antonio Cifrondi, Pietro Antonio Avanzini et Gaetano Ferratini (1695-1765).
Il meurt le 24 décembre 1729 à Bologne, ville dans laquelle il a toujours vécu.
Beaucoup d’institutions publiques accueillent ses peintures : la Dulwich Picture Gallery de Londres, l'Honolulu Museum of Art, le Kunsthistorisches Museum et le musée Liechtenstein de Vienne, le Metropolitan Museum of Art de New York, et en Italie au musée de Macerata, au musée Glauco Lombardi de Parme, à la Pinacothèque nationale de Bologne, et à Florence.

## Œuvres

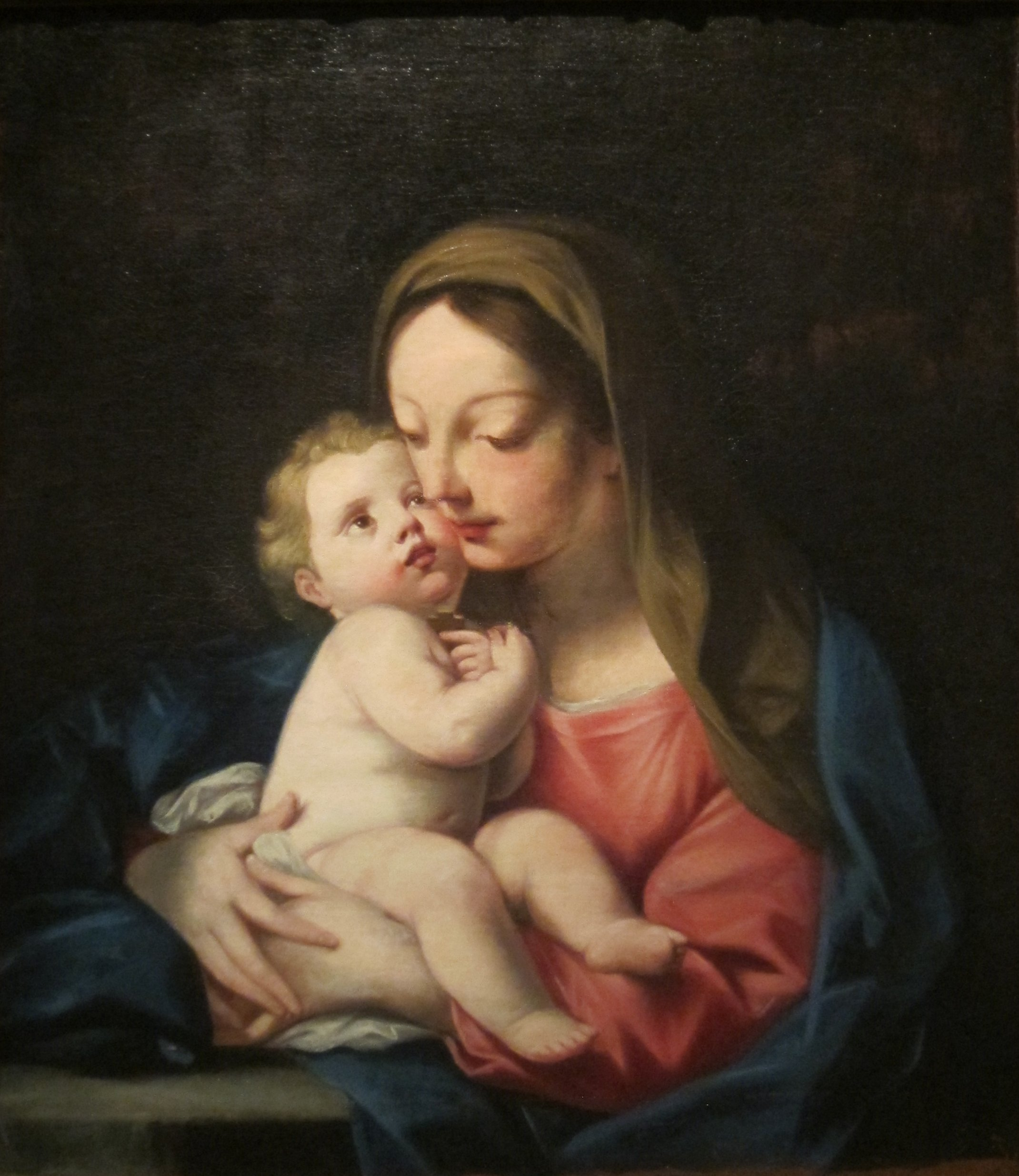
Vierge à l'Enfant, Honolulu Museum of Art

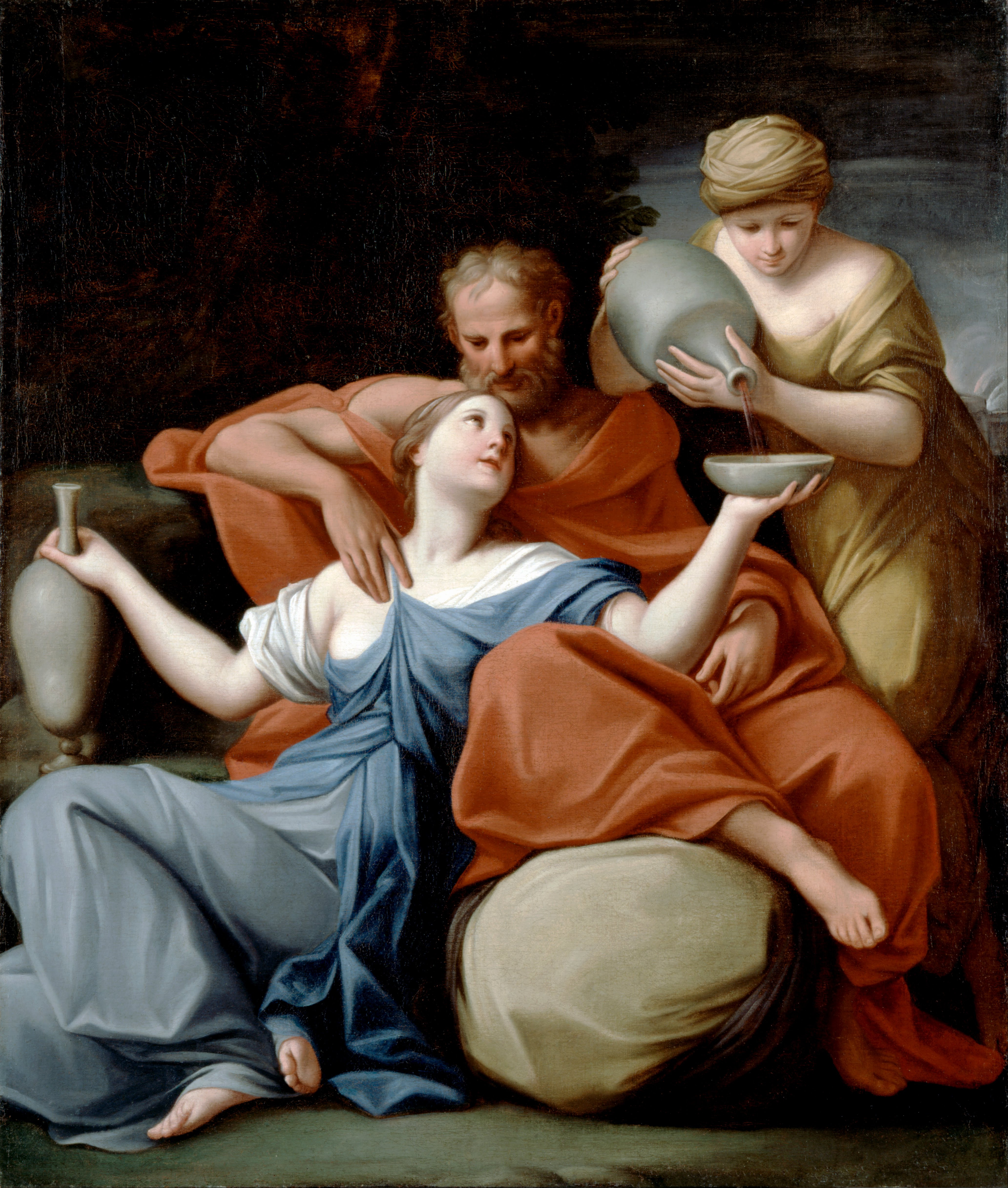
Loth et ses filles

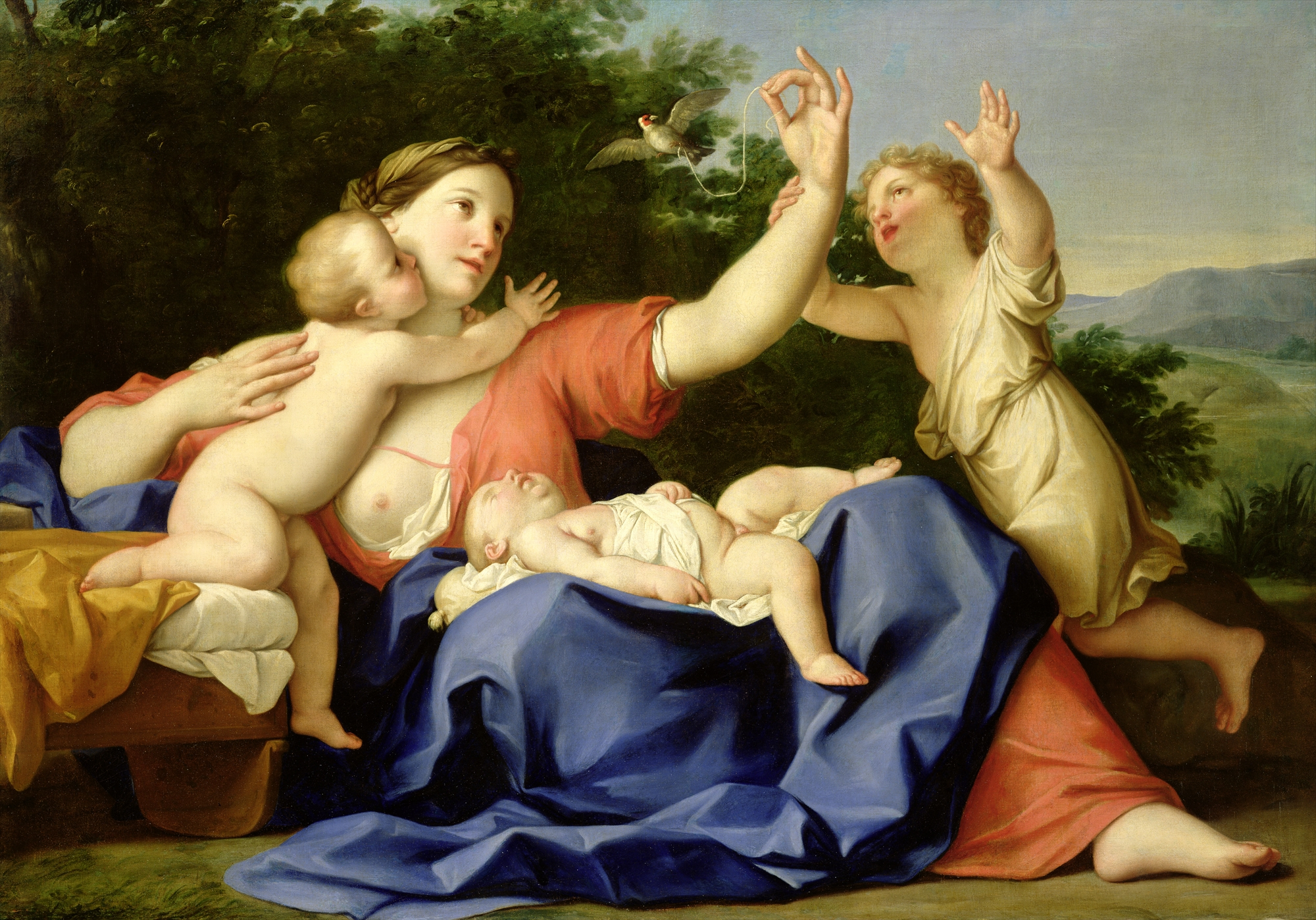
Charité

### Fresques
Fresques dans les lieux suivants :
- Palais Monti, Bologne ;
- Palais Ranuzzi-Baciocchi (aujourd'hui, palais de Justice), Bologne ;
- Abside de la basilique Santi Bartolomeo e Gaetano, Bologne ;
- Voûte du Salon d'honneur (v. 1696), palais ducal, Modène ;
- Église San Prospero (1701), chapelle du Trésor, Reggio d'Émilie ;
- Décoration de la voûte de la nef, église San Filippo Benizzi, Gênes.

### Retables
- San Filippo Benizzi (Budrio, San Lorenzo, 1675)
- I santi Pietro, Paolo, Alberto e Lucrezia (Finale Emilia, église des Saints Filippo et Giacomo, 1676-78)
- I Ss. Bartolomeo e Severo in gloria (Ravenne, Pinacoteca Civica, 1683)
- Cristo appare a S. Elisabetta d'Ungheria (Bologne, église de S.Maria della Carità)
- San Tommaso da Villanova distribuisce le elemosine (Rimini, église de Sant'Agostino, 1685)
- La Vergine ed il Bambino tra i Santi Luca, Giovanni Battista e Pier Celestino (Bologne, église de San Giovanni dei Celestini, 1687)
- La Vergine col Bambino e i Santi Anna, Francesco d'Assisi e Francesco di Sales (Bologne, église de S. Maria di Galliera, 1694)
- Crocifissione con la Vergine e i dodici Apostoli ; Le anime del Purgatorio (Imola, église de San'Agostino, 1694-95)
- Istituzione dell'Eucarestia, Morte di San Giuseppe (Bologne, église du Corpus Domini)
- San Carlo Borromeo prega per la cessazione della peste di Milano (Modène, église de San Carlo Borromeo, 1699-1701)
- San Lorenzo (Turin, église de San Lorenzo, 1715)
- Riposo durante la fuga in Egitto (Gênes, église de San Filippo Neri, 1716, où sont conservées de nombreuses peintures consacrées à la vie de San Filippo Neri)
- Sacra Famiglia in gloria e San Giorgio che uccide il drago (Parme, église de la Steccata, 1719)
- Annunciazione (Bologne, église de Sant'Isaia, 1726)
- La Vergine distribuisce l'abito dell'Ordine dei Servi ai suoi sette fondatori (Bologne, église des Servi, 1727)
- La Vergine col Bambino ed i Ss. Giuseppe, Rocco, Giacomo (Bologne, église métropolitaine de S. Pietro, 1727)
- Il Martirio dei Santi Felice e Fortunato (Chioggia, église de S. Maria Assunta, 1728)

### Œuvres dans les musées ou collections privées
- Estasi della Maddalena (huile sur cuivre, Marano di Castenaso, collection Molinari Pradelli, v. 1683)
- L'abate Zosimo comunica S. Maria Egiziaca (pendant du précédent, New York, Metropolitan Museum of Art, v. 1683)
- Mosè e le figlie di Jetro ; Rebecca ed Eleazaro al pozzo ; Agar ed Ismaele ; Salomone incensa gli idoli (Gênes, Galleria Nazionale di Palazzo Spinola, 1696)
- Le Christ et la Samaritaine, vers 1700, huile sur toile, 138,5 x 99 cm, Montpellier, musée Fabre.
- Erminia fra i pastori, Armida scopre Rinaldo addormentato (Galerie Sabauda (Turin), 1707-1709)
- Cicli di tele con Storie di Apollo, di Diana, e altri tratti dalle Metamorfosi di Ovidio (Vaduz, Liechtenstein),
- Stanza di Diana, (Gênes, Palazzo Lomellino, 1715-1722)
- La Primavera ; L'estate ; L'autunno ; L'inverno (Bologne, Pinacoteca Nazionale, 1716)
- L'Angelo custode (Dulwich, Dulwich Picture Gallery, 1716)
- La morte di Adone (Bologne, Pinacoteca Nazionale 1723)